# Giro de la Vall d'Aosta
El Giro de la Vall d'Aosta (oficialment: Giro internazionale della Valle d'Aosta - Les Savoie - Mont-Blanc) és una cursa ciclista que es disputa a la Vall d'Aosta, Itàlia, encara que també passa pels departaments francesos de l'Alta Savoia i de Savoia, i el cantó suís de Valais. La cursa es creà el 1962 i des del 2005 forma part de l'UCI Europa Tour. Actualment està reservada a ciclistes sub-23.

## Palmarès
| Any     | Vencedor                            | Segon                               | Tercer                              |
| ------- | ----------------------------------- | ----------------------------------- | ----------------------------------- |
| 1962    | Gilberto Vendemiati                 | Marcello Mugnaini                   | Italo Zilioli                       |
| 1963    | Gianni Motta                        | Luciano Galbo                       | Adriano Passuello                   |
| 1964    | Adriano Passuello                   | Franco Bodrero                      | Franco Parrini                      |
| 1965-66 | no disputat                         | no disputat                         | no disputat                         |
| 1967    | Arturo Pecchielan                   | Antonio Fradusco                    | Leopoldo Cattelan                   |
| 1968    | Pierfranco Vianelli                 | Roberto Sorlini                     | Ottavio Crepaldi                    |
| 1969    | Vittorio Urbani                     | Giuseppe Mereghetti                 | Franco Famà                         |
| 1970    | Franco Baroni                       | Antonio Tavola                      | Renato Martinazzo                   |
| 1971    | Mario Corti                         | Germano Zangrandi                   | Franco Balduzzi                     |
| 1972    | Efrem Dall'Anese                    | Alberto Bogo                        | Giovan Battista Baronchelli         |
| 1973    | Gabriele Mirri                      | Alfredo Chinetti                    | Leonardo Mazzantini                 |
| 1974    | Giuseppe Rodella                    | Pasquale Pugliese                   | Fausto Stiz                         |
| 1975    | Leone Pizzini                       | Annunzio Colombo                    | Alfio Vandi                         |
| 1976    | Francesco Masi                      | Leonardo Mazzantini                 | Giovanni Fedrigo                    |
| 1977    | Ennio Vanotti                       | Giuseppe Fatato                     | Silvano Contini                     |
| 1978    | Claudio Gosetto                     | Giovanni Fedrigo                    | Giovanni Testolin                   |
| 1979    | Alessandro Paganesi                 | Alberto Minetti                     | Giuseppe Faraca                     |
| 1980    | Fabrizio Verza                      | Giovanni Fedrigo                    | Giovanni Testolin                   |
| 1981    | Maurizio Viotto                     | Franco Chioccioli                   | Paul Haghedooren                    |
| 1982    | Stefano Tomasini                    | Mario Bonzi                         | Luc Wallays                         |
| 1983    | Luc Wallays                         | Alberto Volpi                       | Fabrizio Vannucci                   |
| 1984    | Flavio Giupponi                     | Jurghen Pedersen                    | Claudio Chiappucci                  |
| 1985    | Stefan Brykt                        | Kjell Nilsson                       | Bruno Bulic                         |
| 1986    | Marco Lanteri                       | Stefano Tomasini                    | Marco Votolo                        |
| 1987    | Fabrice Philipot                    | Gianluca Tonetti                    | Marco Lanteri                       |
| 1988    | Enrico Zaina                        | Gianluca Tonetti                    | Herbert Niederberger                |
| 1989    | Ivan Gotti                          | Daniel Lanz                         | Stefano Cattai                      |
| 1990    | Ivan Gotti                          | Fabrizio Settembrini                | Wladimir Belli                      |
| 1991    | Wladimir Belli                      | Jacques Dufour                      | Andrea Noè                          |
| 1992    | Gilberto Simoni                     | Leonardo Piepoli                    | Vincenzo Galati                     |
| 1993    | Roberto Menegotto                   | Rosario Fina                        | Gilberto Simoni                     |
| 1994    | Roberto Pistore                     | Dario Frigo                         | Riccardo Faverio                    |
| 1995    | Valentino Fois                      | Stefano Faustini                    | Marco Della Vedova                  |
| 1996    | Claudio Vandelli                    | Mauro Zanetti                       | Gianluca Tonetti                    |
| 1997    | Devis Miorin                        | Stefano Panetta                     | Angelo Lopeboselli                  |
| 1998    | Igor Pugaci                         | Leonardo Giordani                   | Paolo Tiralongo                     |
| 1999    | Milan Kadlec                        | Paolo Tiralongo                     | Ramon Bianchi                       |
| 2000    | Iaroslav Popòvitx                   | Damiano Giannini                    | Sylvester Szmyd                     |
| 2001    | Iaroslav Popòvitx                   | Damiano Cunego                      | Maxim Smirnov                       |
| 2002    | Marco Marzano                       | Massimo Iannetti                    | Oliver Zaugg                        |
| 2003    | Marco Marzano                       | Emanuele Sella                      | Oliver Zaugg                        |
| 2004    | Tomaž Nose                          | Domenico Pozzovivo                  | Morris Possoni                      |
| 2005    | Morris Possoni                      | Luigi Sestili                       | Cristiano Salerno                   |
| 2006    | Alessandro Bisolti                  | Daniel Martin                       | Tom Criel                           |
| 2007    | Alex Caño                           | Vincenzo Iannello                   | Mauro Finetto                       |
| 2008    | Michele Gaia                        | Enrico Zen                          | Anatoliy Pakhtusov                  |
| 2009    | Thibaut Pinot                       | Angelo Pagani                       | Iegor Silin                         |
| 2010    | Piotr Ignatenko                     | Jonathan Monsalve                   | Francesco Bongiorno                 |
| 2011    | Fabio Aru                           | Joseph Dombrowski                   | Nikita Novikov                      |
| 2012    | Fabio Aru                           | Sergey Chernetskiy                  | Andrea Manfredi                     |
| 2013    | Davide Villella                     | Davide Formolo                      | Clément Chevrier                    |
| 2014    | Bernardo Suaza                      | Odd Christian Eiking                | Manuel Senni                        |
| 2015    | Robert Power                        | Laurens De Plus                     | Simone Petilli                      |
| 2016    | Kilian Frankiny                     | Enric Mas                           | Mark Padun                          |
| 2017    | Pàvel Sivakov                       | Bjorg Lambrecht                     | Michael Storer                      |
| 2018    | Vadim Pronskiy                      | Kevin Inkelaar                      | Jonas Gregaard Wilsly               |
| 2019    | Mauri Vansevenant                   | Adam Hartley                        | Kevin Inkelaar                      |
| 2020    | Suspesa per la pandèmia de COVID-19 | Suspesa per la pandèmia de COVID-19 | Suspesa per la pandèmia de COVID-19 |
| 2021    | Reuben Thompson                     | Gianmarco Garofoli                  | Mattia Petrucci                     |
| 2022    | Lenny Martinez                      | Reuben Thompson                     | Simone Raccani                      |
| 2023    | Darren Rafferty                     | Alexy Faure-Prost                   | Isaac Del Toro                      |